# 枪手 (职业)

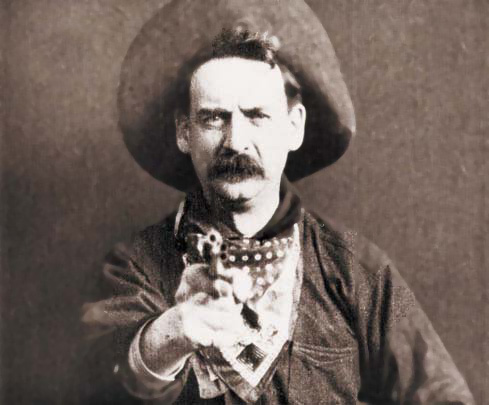
火车大劫案 (1903年电影)

槍手和神槍手是歷史及文學詞彙，是指美國舊西部裡聞名於持有危險鎗械及參與槍戰之男子。在19世紀，槍手是一個常用術語。今日，“槍手”一詞或多或少地用於表示用手槍快速射擊決鬥者，但也可以指步槍兵和霰彈槍使用者。槍手也是西部片流派中最受歡迎的角色之一，並出現在相關電影，電子遊戲和文學中。
槍手可以是一名莊園主、歹徒、牛仔或暴民，但更常見是在舊西部以武器為生的雇傭兵。

## 槍手的起源
在西部電影Drag Harlan（1920年）中使用了“槍手”一詞。這個詞很快被其他西部作家採用，如贊恩·格雷，並成為常用用法。在他對The Shootist（1976年）的介紹中，作者Glendon Swarthout說“槍手”和“神槍”是現代術語，這一時期更確切的術語可能是“手槍手”或“壞人“。 在19世紀70年代，幾個報紙上都存在“槍手”一詞，因此這個術語存在於19世紀。巴特·馬斯特森在報紙文章中使用了“槍手”這個詞，他寫的是關於他所知道的律師和不法分子。然而，約瑟夫羅莎指出，儘管馬斯特森使用“槍手”一詞，但他在討論這些人時更喜歡“殺手”一詞。Clay Allison（1841-1887年），臭名昭著的新墨西哥州和德克薩斯州的槍手和牧牛人，開始使用“射手”一詞。